# Тищенко Микола Афанасійович (інженер)
Микола Афанасійович Тищенко (1905, Маріуполь, Катеринославська губернія, Російська імперія — 1984) — радянський учений, доктор технічних наук, лауреат Сталінської премії.

## Життєпис
Народився в жовтні 1905 року у Маріуполі.
З 1923 року працював електромонтером на металургійному заводі, з 1926 року навчався у Харківському електротехнічному інституті та потім у його аспірантурі.
З 1931 р. у відділі електроприводу Харківського електромеханічного заводу (ХЕМЗ): інженер, начальник бюро металургії, начальник відділу. Під його керівництвом розроблено та введено в експлуатацію електроприводи прокатних станів та доменних печей для Магнітогорського, Кузнецького, Запорізького та інших металургійних заводів, що будувалися.
Після початку війни — у Москві, Орську, Свердловську. З 1944 р. і до кінця своєї трудової діяльності працював у Москві в Проєктно-відновлювальному тресті (ВНДІелектропривод). Керував створенням електрообладнання нових заводів Уралу й Сибіру та відновленням електроприводів і електрообладнання зруйнованих під час війни металургійних заводів. Розробив нову методику розрахунків перехідних процесів у електроприводі обтискних прокатних станів, запропонував для них удосконалений електропривод, розробив та досліджував питання теорії електроприводів, у тому числі металургійних, питання граничної геометрії прокатних електричних машин та теорій двоходових обмоток якоря.
Доктор технічних наук. Автор книг: «Надійність систем електроприводу» (Москва, 1965); «Електропривод та автоматизації реверсивних обтискних прокатних станів» (Москва, 1966); «Основи металургійного електроприводу» (Москва, 1968).
Лауреат Сталінської премії (1951 — за розробку та впровадження електромашинної автоматики для прокатних станів) та Ленінської премії (1961 — за участь у створенні типового неперервного заготівельного стану 850/700/500).
Нагороджений орденами Жовтневої Революції, Трудового Червоного Прапора, Червоної Зірки та медалями, Почесною грамотою Президії Верховної Ради РРФСР, медалями ВДНГ, а також орденом Командорського хреста відродження Польщі.
Дружина — Ольга Юхимівна Гольдберг. Син — Марат Миколайович Тищенко, конструктор гелікоптерів, академік РАН, Герой Соціалістичної Праці.